# Almindelig gedeblad
Almindelig gedeblad (Lonicera periclymenum) er en forveddet lian, der vokser i lysåbne skove. Blomsterne dufter sødt og behageligt, men især om aftenen. Planten kaldes også vedvindel eller vild kaprifolie.

## Beskrivelse
Almindelig gedeblad er en løvfældende lian med en kraftig, slyngende vækst. grenene er lange og kun ganske lidt forgrenede. Barken er først lysegrøn på lyssiden, men rødviolet på skyggesiden og svagt håret. Senere bliver den beigefarvet med fine striber, og til sidst er den gråbrun og opsprækkende. Knopperne sidder modsat, og de er ganske små og spidse.
Bladene er ægformede eller ovale og helrandede. Oversiden er mørkegrøn, mens undersiden er blålig med affaldende dunhår. Blomstringen sker i juli-august. Blomsterne sidder samlet i hovedagtige stande ved skudspidsen. De enkelte blomster er 5-tallige og uregelmæssige med fire kronblade sammenvokset til én underlæbe, mens det sidste danner overlæben. Frugterne er røde bær.
Rodnettet er kraftigt og vidt udbredt.
Højde x bredde og årlig tilvækst: 8,00 x 2,00 m (100 x 20 cm/år).

## Voksested
Arten er udbredt i Nordafrika og det meste af Europa. I Danmark er den ret almindelig over hele landet med undtagelse af Vestjylland, hvor den er forholdsvis sjælden. Ved Pease Bridge Glen i det sydøstlige Skotland vokser arten i en ege-birkeskov sammen med bl.a. bøg, alm. fingerbøl, hassel, kambregne, alm. mangeløv, alm. røn, klasekortlæbe, kratviol, skovsyre, stor frytle, vintereg, vortebirk og ørnebregne
| Portal | Portal:Botanik |

## Note
1. ↑  Sarah Eno: National Vegetation Classification survey for Pease Bridge Glen Site Arkiveret 24. oktober 2007 hos  Wayback Machine (engelsk)